# Los Angeles Film Critics Association Award al miglior attore
Il Los Angeles Film Critics Association Award al miglior attore (Los Angeles Film Critics Association Award for Best Actor) è un premio assegnato annualmente dai membri del Los Angeles Film Critics Association al miglior attore protagonista di una pellicola distribuita negli Stati Uniti nel corso dell'anno.

## Albo d'oro

### Anni 1970
- 1975: Al Pacino - Quel pomeriggio di un giorno da cani (Dog Day Afternoon)
- 1976: Robert De Niro - Taxi Driver
- 1977: Richard Dreyfuss - Goodbye amore mio! (The Goodbye Girl)
- 1978: Jon Voight - Tornando a casa (Coming Home)
- 1979: Dustin Hoffman - Kramer contro Kramer (Kramer vs. Kramer)

### Anni 1980
- 1980: Robert De Niro - Toro scatenato (Raging Bull)
- 1981: Burt Lancaster - Atlantic City, USA (Atlantic City)
- 1982: Ben Kingsley - Gandhi
- 1983: Robert Duvall - Tender Mercies - Un tenero ringraziamento (Tender Mercies)
- 1984:
  - F. Murray Abraham - Amadeus (Amadeus)
  - Albert Finney - Sotto il vulcano (Under the Volcano)
- 1985: William Hurt - Il bacio della donna ragno (Kiss of the Spider Woman)
- 1986: Bob Hoskins - Mona Lisa
- 1987:
  - Jack Nicholson - Ironweed e Le streghe di Eastwick (The Witches of Eastwick)
  - Steve Martin - Roxanne
- 1988: Tom Hanks - Big e L'ultima battuta (Punchline)
- 1989: Daniel Day-Lewis - Il mio piede sinistro (My Left Foot: The Story of Christy Brown)

### Anni 1990
- 1990: Jeremy Irons - Il mistero Von Bulow (Reversal of Fortune)
- 1991: Nick Nolte - Il principe delle maree (The Prince of Tides)
- 1992: Clint Eastwood - Gli spietati (Unforgiven)
- 1993: Anthony Hopkins - Quel che resta del giorno (The Remains of the Day) e Viaggio in Inghilterra (Shadowlands)
- 1994: John Travolta - Pulp Fiction (Pulp Fiction)
- 1995: Nicolas Cage - Via da Las Vegas (Leaving Las Vegas)
- 1996: Geoffrey Rush - Shine
- 1997: Robert Duvall - L'apostolo (The Apostle)
- 1998: Ian McKellen - Demoni e dei (Gods and Monsters)
- 1999: Russell Crowe - Insider - Dietro la verità (The Insider)

### Anni 2000
- 2000: Michael Douglas - Wonder Boys
- 2001: Denzel Washington - Training Day
- 2002:
  - Daniel Day-Lewis - Gangs of New York
  - Jack Nicholson - A proposito di Schmidt (About Schmidt)
- 2003: Bill Murray - Lost in Translation - L'amore tradotto (Lost in Translation)
- 2004: Liam Neeson - Kinsey
- 2005: Philip Seymour Hoffman - Truman Capote - A sangue freddo (Capote)
- 2006:
  - Sacha Baron Cohen - Borat - Studio culturale sull'America a beneficio della gloriosa nazione del Kazakistan (Borat: Cultural Learnings of America for Make Benefit Glorious Nation of Kazakhstan)
  - Forest Whitaker - L'ultimo re di Scozia (The Last King of Scotland)
- 2007: Daniel Day-Lewis - Il petroliere (There Will Be Blood)
- 2008: Sean Penn - Milk
- 2009: Jeff Bridges - Crazy Heart

### Anni 2010
- 2010: Colin Firth - Il discorso del re (The King's Speech)
- 2011: Michael Fassbender - A Dangerous Method, Jane Eyre, Shame e X-Men - L'inizio (X-Men: First Class)
- 2012: Joaquin Phoenix - The Master
- 2013: Bruce Dern - Nebraska
- 2014: Tom Hardy - Locke
- 2015: Michael Fassbender - Steve Jobs
- 2016: Adam Driver - Paterson
- 2017: Timothée Chalamet - Chiamami col tuo nome (Call Me by Your Name)
- 2018: Ethan Hawke - First Reformed - La creazione a rischio (First Reformed)[1][2]
- 2019: Antonio Banderas - Dolor y gloria[3]

### Anni 2020
- 2020: Chadwick Boseman - Ma Rainey's Black Bottom[4]
- 2021: Simon Rex - Red Rocket[5]